# Кодекс Димоние
Кодекс Димоние (на арумънски: Codex Dimonie) е сборник с христянски текстове на арумънски език от края на XVIII - началото на XIX век. Това е най-големият сборник от ранни арумънски текстове, известни до момента.

## История
Кодексът е открит от германския учен Густав Вайганд в къщата на братята Янку и Михаил Димоние в Охрид, Османската империя. Вайганд го публикува в 1889 година.

## Датиране
Точното време на създаване на кодекса не е известно. Той се датира от учените към края на XVIII или началото на XIX век.

## Описание
Кодексът е сборник от библейски и религиозни текстове преведени от гръцки език. Състои  се от 117 отделни листа, които в миналото вероятно са били подвързани.
Кодексът включва „Деянията на апостолите“, „Евангелието от Марк“ и „Литургията на Йоан Златоуст“. Преводите са от гръцки автори като Дамаскин Студит и Ефрем Сирин.
Авторът на преводите също не е известен. Предполага се, че са няколко души, тъй като текстовете видимо са хетерогенни.

## Език
Кодексът е изписан изцяло на арумънски език с гръцка азбука и е един от ранните арумънски текстове заедно с анонимния „Арумънски мисал“ и изданията на Теодорос Кавалиотис, Даниил Москополец и Константин Укута. Преводите показват няколко характеристики на Грабовския диалект на арумънския език. Те изобилстват с многообразни правописни конвенции, което показва отсъствието на литературна традиция.
Мястото на създаване на кодекса е неизвестно, но преводачите вероятно са от Москополе, проспериращ до към края на XVIII век арумънски град в Корчанско. Основният автор се смята, че е прачичото на братя Димоние, у които Вайганд намира ръкописа. Авторите са знаели отлично гръцки език, но със слабо познаване на гръцкия правопис. Знаели са също така турски и албански. Тъй като гръцката азбука няма графеми за някои арумънски звукове, те са предавани по грешен и непоследователен начин чрез диакритични знаци и комбинации от графеми.

## Предназначение
Намеренията на авторите на къдекса също не са неизвестни. Като се има предвид, че ръкописите не са структурирани под формата на учебен материал, те вероятно не са възнамерявали да установят система за писане за арумънски или да разпространят използването му като църковен език. Целта на авторите би била по-скоро по-скромна, ограничена до превода и разпространението на религиозни текстове и знания за арумънските религиозни практики.